# Étienne Parrocel
Étienne (Stefano) Parrocel, genannt Le Romain (* 8. Januar 1696 in Avignon; † 13. Januar 1775 in Rom) war ein französischer Maler, der im 18. Jahrhundert in Rom arbeitete.

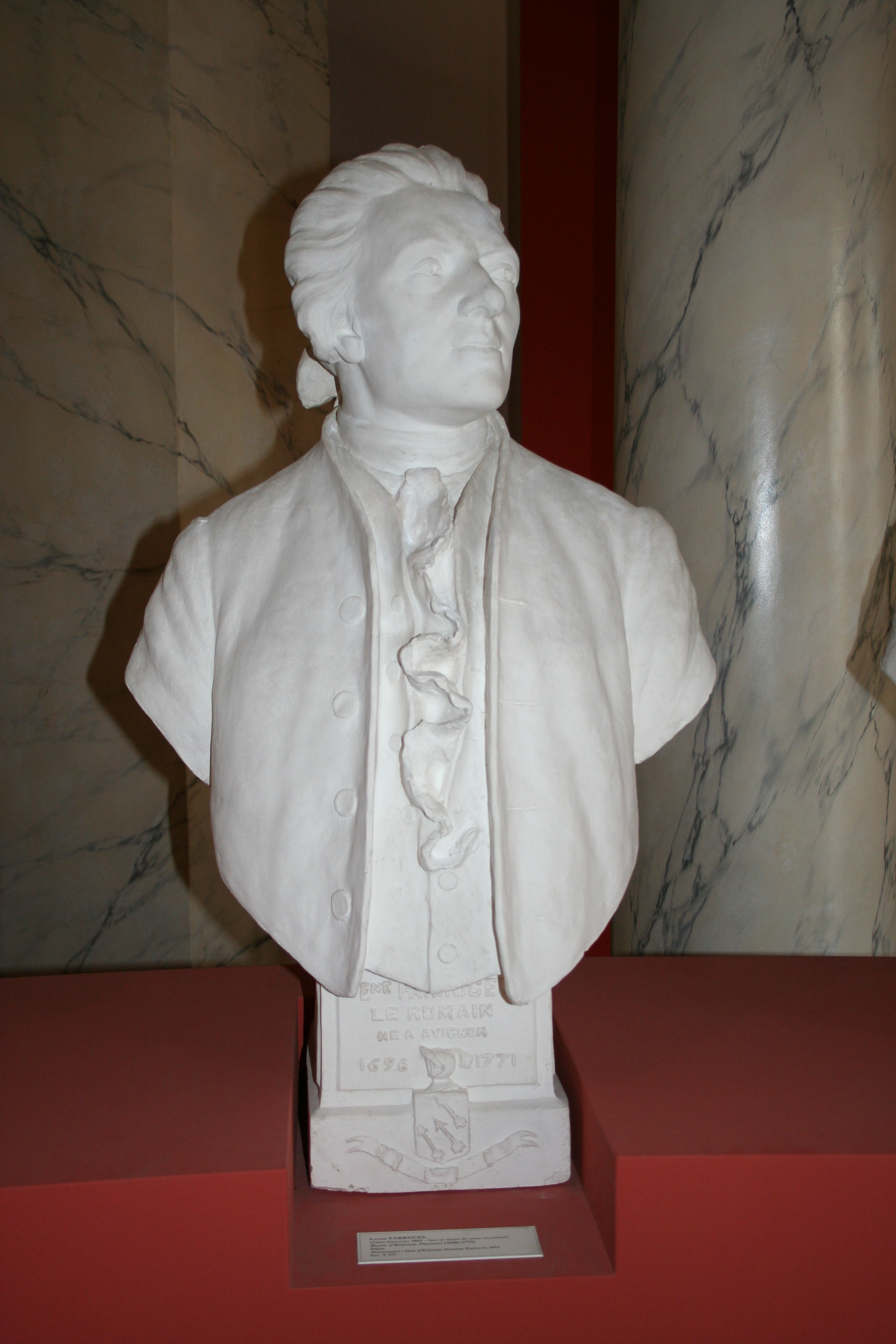
Büste von Étienne Parrocel

## Leben
Als Sohn von Ignace Jacques Parrocel und Jeanne Marie Périer gehörte er einer erfolgreichen Künstlerdynastie an, die in sechs Generationen vierzehn Maler hervorbrachte.
Er war Schüler des Kartäuserbruders Gabriel Imbert (1666–1749) und seines Onkels Pierre, der ihn nach einer Studienzeit in Frankreich um das Jahr 1717 nach Rom begleitete, um seine Kenntnisse der Malerei bei seinen Cousins Pierre Ignace und Joseph François zu vertiefen. Étienne hielt sich bis zu seinem Tod in Rom auf, italienisierte seinen Vornamen, und wurde aus diesem Grund Le Romain genannt.
Sein erster Mäzen war Pierre Guérin de Tencin, Bischof von Embrun, der 1724 ein Gemälde bei ihm in Auftrag gab, das die Zeremonie seiner Amtseinführung darstellte und verschollen ist.
Von da an erhielt Étienne regelmäßig zahlreiche Aufträge, da er sowohl in der Öl- als auch in der Freskomalerei begabt war und besonders für seine Werke mit religiösen Themen bekannt wurde, die für Kirchen in Rom und Umgebung sowie für Kirchen in Südfrankreich bestimmt waren.
Am 2. November 1727 heiratete der Künstler Margherita Cesanelli, die Tochter eines wohlhabenden Coronaro aus Borgo, mit der er sechs Kinder hatte.
Zu seinen Gemälden mit religiösen Themen gehören: Hl. Gregor am Tisch des armen Mannes (1729; Rom, San Gregorio a Ponte Quattro Capi), Geburt Christi (1739, Rom, Basilika Santa Maria in Trastevere), Hl. Dreifaltigkeit (1739, für die Kuppel von Santa Maria Maddalena in Rom), zwei Gemälde für die Altäre der Kathedrale von Carpentras (1744; Die Heiligen Augustinus und Bernhard in situ und die Heiligen Joseph und Dominikus verschollen) und Der ungläubige Hl. Thomas (1758; Spoleto, Pinacoteca comunale), das Gemälde für den Hochaltar der Kirche Santa Maria in Monticelli und das Gemälde für den Hochaltar der Kirche des Heiligen Ludwig von Frankreich, das die Apotheose der Hl. Jeanne de Valois, Gründerin des Ordens der Annuntiatinnen darstellt. Von letzterem Gemälde fertigte Nicolaus Billy einen Stich an.
Neben religiösen Sujets malte er auch Porträts wie das des Pierre Guérin de Tencin, das von Johann Georg Wille gestochen wurde, und die der Kardinäle Spinola, Polignac, Aldrovandi und Corsini.
Für seine Verdienste wurde er im Dezember 1734, auf Vorschlag des Vorsitzenden Girolamo Theodoli, zum Akademiker der Accademia di San Luca ernannt.
Im Jahr 1746 malte er für die Bibliothek des Kardinals Neri Maria Corsini, im Palazzo Corsini in Rom, ein allegorisches Fresko mit den Themen Literatur und Philologie, und an der Decke Apollo auf dem Parnass.
Am 1. Juni 1762 ernannte ihn der Vorsitzende der Akademie, Mauro Fontana, zusammen mit Domenico Campiglia zum Direktor de' Forastieri. Vom Vorsitzenden der Akademie, Andrea Bergondi, wurde er am 4. Januar 1767, zusammen mit Pierre-Jacques Volaire für das l’officio di sindaci vorgeschlagen und erhielt das Amt mit 11 von 14 Stimmen.
Laut Pilkington und de Boni wurde Étienne um 1720 geboren und war auch ein Kupferstecher: Er fertigte Radierungen nach eigenen Zeichnungen an, insbesondere ein Bacchanal und auch Der Triumph des Mordechai aus De Troy und Der Triumph des Bacchus und der Ariadne aus Subleyras. Stattdessen wurde Étienne laut Parrocel (S. 83) und dem Grove Dictionary of Art im Jahr 1696 geboren und hat nie Stiche ausgeführt. Bereits zu Lebzeiten von Étienne Parrocel kam es zur Verwechslung der biografischen Daten. Er erklärte, dass es nie in Kupfer gestochen habe, sondern sein Cousin Pietro, der in Paris lebte und 1713 starb.
Parrocel starb am 13. Januar 1775 in Rom und wurde in der Kirche von San Tommaso in Parione begraben.

## Werke

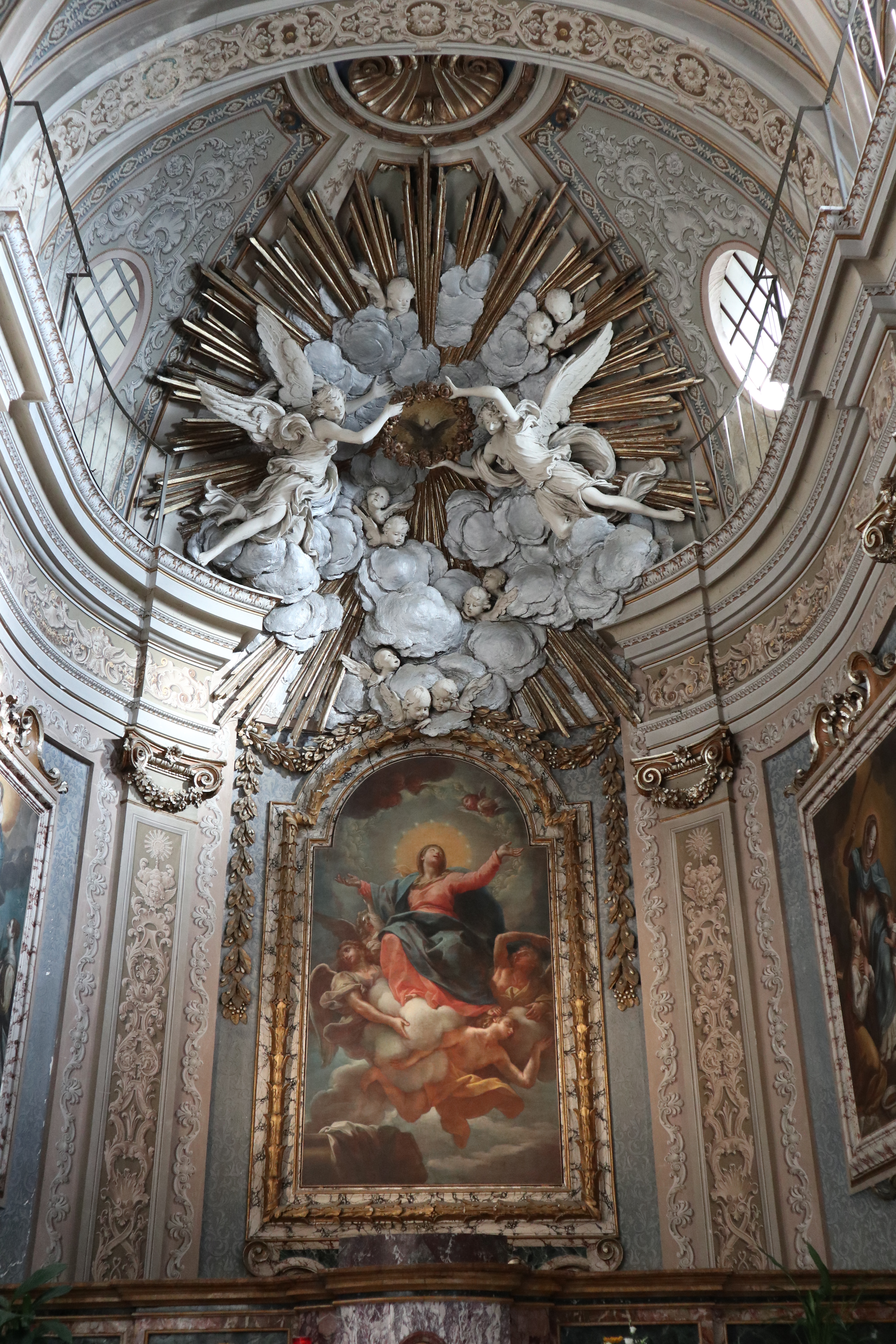
Aufnahme Marias im Himmel, Collegiata di Santa Maria Assunta a Filottrano

- Apotheose der Heiligen Johanna von Valois, Gründerin des Ordens der Annuntiatinnen, Kirche San Luigi di Francia, Rom
- Der heilige Gregor am Tisch des armen Mannes, Rom, San Gregorio a Ponte Quattro Capi, 1729
- Porträt von Kardinal Pierre Guérin de Tencin
- Porträt von Kardinal Spinola
- Porträt von Kardinal de Polignac
- Porträt von Kardinal Aldrovandi
- Porträt von Kardinal Corsini
- Heilige Familie, Carpentras
- Hl. Jungfrau mit Jesuskind, Museo Comtadin-Duplessis, Carpentras, 1733
- Geburt Christi, Basilica di Santa Maria in Trastevere, Rom, 1739
- Dreifaltigkeit, Kuppel der Kirche Santa Maria Maddalena in Rom, 1739
- Heilige Augustinus und Bernhard, Kathedrale von Carpentras, 1744
- Heilige Joseph und Dominikus (verloren), Kathedrale von Carpentras, 1744
- Der ungläubige Hl. Thomas, Spoleto, Pinacoteca comunale, 1758
- Allegorie der Literatur und Philologie,  dargestellt in der Gestalt von Apollo und Merkur, Palazzo Corsini, Rom, 1746
- Apollo auf dem Parnass, Palazzo Corsini, Rom, 1746
- Aufnahme der Jungfrau Maria in den Himmel, Altarbild des Hauptaltars der Kirche Santa Maria Assunta, Filottrano[7]
- Pfingsten, Presbyterium der Kirche Santa Maria Assunta, Filottrano[7]
- Herabkunft des Heiligen Geistes auf Maria und die versammelten Apostel, Presbyterium der Kirche Santa Maria Assunta, Filottrano[7]
- Jungfrau mit Jesuskind und zwei Heiligen, 25 × 18 cm
- Heilige Familie und Hl. Antonius von Padua, 53 × 39 cm, Öl auf Leinwand
- Jungfrau mit Kind und Heiligen Franziskus und Augustinus, 35,5 × 22,5 cm
- Das Abendmahl in Emmaus, 20,7 × 35,7 cm, schwarze und weiße Kreide auf Papier
- Jesus und der Samariter
- Die Jungfrau und das Kind geben dem Heiligen Dominikus den Rosenkranz
- Studie von fünf Personen, schwarze und weiße Kreide 54,2 × 40,4 cm, Paris, ENSBA (Ecole National Supérieuer de Beaux Arts)
- Atlas, der ein Joch hält, schwarze und weiße Kreide, 41,5 × 28 cm, Paris, ENSBA (Ecole National Supérieuer de Beaux Arts)